# Instituto Regulador del Transporte del Municipio de Managua
El Instituto Regulador del Transporte del Municipio de Managua (IRTRAMMA) es el ente descentralizado de la Alcaldía de Managua encargado de regular, organizar y supervisar el transporte público urbano en el municipio. Fue creado en 2001 como parte del proceso de modernización del transporte colectivo de la capital nicaragüense.

## Funciones
Las principales funciones del IRTRAMMA son:
- Regular las rutas y recorridos de buses urbanos de Managua
- Supervisar el cumplimiento de frecuencias y calidad del servicio
- Asignar concesiones y permisos de operación
- Coordinar el funcionamiento del transporte selectivo (taxis y mototaxis)
- Fiscalizar la seguridad y accesibilidad en unidades de transporte
- Implementar planes especiales durante eventos y emergencias
- Promover programas de modernización del parque vehicular[2]

## Organización
El IRTRAMMA depende administrativamente de la Alcaldía de Managua, pero tiene autonomía técnica. Está dirigido por un director general y cuenta con:
- Direcciones de planificación, supervisión y legal
- Delegaciones distritales
- Oficina de atención al usuario
- Unidad de estadísticas de transporte
- Supervisión de terminales y paradas[3]

## Proyectos y modernización
IRTRAMMA ha sido clave en la planificación del Sistema de Bus de Tránsito Rápido de Managua (BRT), en conjunto con organismos multilaterales. También ha trabajado en:
- Reorganización de rutas y paradas
- Reducción de flotas obsoletas
- Promoción de buses accesibles y con aire acondicionado
- Estudios para la implementación de pago electrónico[4]

## Sede
La sede central del IRTRAMMA se ubica en el Centro Cívico Camilo Ortega, dentro del complejo institucional de la Alcaldía de Managua. Cuenta con ventanillas de atención ciudadana, oficinas técnicas y áreas administrativas.